# Canaima merida
Espèce
Canaima merida est une espèce d'araignées aranéomorphes de la famille des Pholcidae.

## Distribution
Cette espèce est endémique de l'État de Mérida au Venezuela. Elle se rencontre à Mérida vers 2 400 m d'altitude.

## Description
Le mâle holotype mesure 1,4 mm.

## Étymologie
Son nom d'espèce lui a été donné en référence au lieu de sa découverte, Mérida.

## Publication originale
- Huber, 2000 : New World pholcid spiders (Araneae: Pholcidae): A revision at generic level.Bulletin of the American Museum of Natural History, no 254, p. 1-348 (texte intégral).